# カイエビ
カイエビ（貝蝦）は、二枚貝に似た小型の甲殻類である。日本では水田に出現する。

## 特徴
カイエビは、節足動物 甲殻亜門 鰓脚綱 双殻目 カイエビ亜目およびタマカイエビ亜目に属する動物である。全身が二枚貝のような甲羅に覆われ、その隙間から脚を出して泳ぎ回る。水田にホウネンエビやカブトエビと共に出現するが、この両者に比べると知名度ははるかに低い。
最も普通に見られるのは和名をカイエビ（Caenestheriella gifuensis）という種である。外見的には全くの二枚貝である。ただし、殻は薄く、内部がやや透けて見える。大きさは長さが約1cm、褐色かオリーブ色をしている。外敵に触れた場合などはこの殻を完全に閉じることができるが、ふだんはやや隙間を開ける程度に開き、そこから脚を出して泳ぎ回る。
全身は殻の中にあって、頭部と閉殻筋で殻とつながっているほかは、ほぼ自由に動かせる。頭部には大きい複眼が一対あり、眼には柄はない。口は下面後方の胸の側にある。頭部の側面からは第二触角が伸びる。第二触角は太い腕の先に二本の枝を出し、そこに多数の毛が並んでおり、遊泳に使う。頭部に続く体は節が多く、鰓脚のついた胸部と鰓脚のない短い腹部に分かれる。胸部は30節にも達し、それぞれに一対の鰓状の付属肢がある。腹部は短く、最後は前に曲がった鉤状の突起で終わる。これは鰓脚を掃除するのに使われる。これらの構造は、ミジンコの仕組みとやや似ていて、ミジンコの場合、これをはるかに小さく、体節を少なくしたようなものである。
雌雄はよく似た姿をしていて、外見での区別は難しい。時折一頭の腹部に頭部を付着させた姿で、二頭がつながって泳いでいるのを見かける。卵は殻の中、背中側にかためて保護される。

## 生息環境
水田に多く出現する。たいていは、カブトエビ・ホウネンエビと共に出現する。主として一時的な水たまりに出現する。世界的には、約200種が知られている。

## 分類
日本では7種ほどが知られる。場合によっては同一の水田に混在している。
最も普通種であるカイエビによく似て、やや小型のものにトゲカイエビがある。正確には頭部を見なければならない。
カイエビは背中のチョウツガイ部が長く、そのため背中側が平坦になっている。これに対して、背中側が丸く弓なりになっているのがヒメカイエビ類で、カイエビよりやや殻が薄い。
タマカイエビは、甲羅がほぼ球形に近いほど丸い形のカイエビで、他のカイエビ類とは異なり、頭部が殻から出ている。タマカイエビ亜目という別の亜目に分類されている。
以下に日本産の各属の代表を上げる。
- 鰓脚綱 Branchiopoda

葉脚亜綱 Phyllopoda
- 双殻目 Diplostraca
- カイエビ亜目 Spinicaudata
- カイエビ科 Cyzicidae
- カイエビ Caenestheriella gifuensis (Ishikawa, 1895)
- トゲカイエビ科 Leptestheriidae
- トゲカイエビ Leptestheria kawachiensis Ueno, 1927
- ヒメカイエビ科 Limnadiidae
- ミスジヒメカイエビ　Eulimnadia braueriana Ishikawa
- ヤマトウスヒメカイエビ　Limnadia lenticularis (Linnaeus, 1761)[2]

タマカイエビ亜目 Laevicaudata
- タマカイエビ科 Lynceidae
- タマカイエビ Lynceus biformis (Ishikawa, 1895)